# Collodiscula japonica
Collodiscula japonica är en svampart som beskrevs av I. Hino & Katum. 1955. Collodiscula japonica ingår i släktet Collodiscula och familjen kolkärnsvampar.   Inga underarter finns listade i Catalogue of Life.